# Lac Kir
Het Lac Kir is een kunstmatig meer ten westen van de stad Dijon, dat ligt in Frankrijk. Het meer is naar de Franse priester Félix Kir genoemd, een politicus en verzetsstrijder. Het Lac Kir wordt door de rivier de Ouche gevormd, die mondt erin uit en stroomt na het Lac Kir verder. Aan het einde van het meer, waar de Ouche het meer uitkomt, is een waterval.
Het meer is in 1964 aangelegd. Een belangrijke reden om het meer aan te leggen was dat het de bevolking voor recreatie ten goede komt. Langs het meer kan men fietsen en wandelen, er is een strandje en iets verder langs de Ouche ligt een kampeerterrein.
|  |  |